# Beatitude
| Recensione    | Giudizio |
| ------------- | -------- |
| AllMusic      | [ 1 ]    |
| Rolling Stone | [ 2 ]    |

Beatitude è l'album di debutto da solista del musicista statunitense Ric Ocasek, cantante ed autore principale dei The Cars, pubblicato nel 1982 dall'etichetta discografica Geffen Records.

## Tracce
Testi e musiche di Ric Ocasek, eccetto dove indicato.
1. Jimmy Jimmy – 4:52
2. Something to Grab For – 3:42
3. Prove – 3:54
4. I Can't Wait – 3:31
5. Connect Up to Me – 4:25
6. A Quick One – 3:37
7. Out of Control – 4:54 (Ocasek, G. Hawkes)
8. Take a Walk – 4:38
9. Sneak Attack – 3:54
10. Time Bomb – 4:59

## Curiosità
- Il titolo dell'album è un gioco di parole sul termine "beat", ma anche un omaggio alla rivista di poesia Beatitude degli anni 50 nella quale scrisse, tra gli altri, anche Allen Ginsberg.

## Formazione
Musicisti
- Ric Ocasek - voce, chitarra, tastiere
- Greg Hawkes - tastiere
- Stephen Hague - tastiere
- Roger Greenawalt - chitarra
- Casey Lindström - chitarra
- Fuzzbee Morse - chitarra, tastiere
- Akio Akashi - basso
- Darryl Jenifer - basso
- Stephen George - batteria
- Miss Linn - batteria
- Deric Dyer - sassofono
- Antonio DePortago - voce
- Steve Cataldo - voce
- Jules Shear - voce

Tecnici
- Ric Ocasek - produzione
- Ian Taylor – ingegneria del suono
- Walter Turbitt – assistente ingegneria
- George Marino – mastering